# Панаро (река)

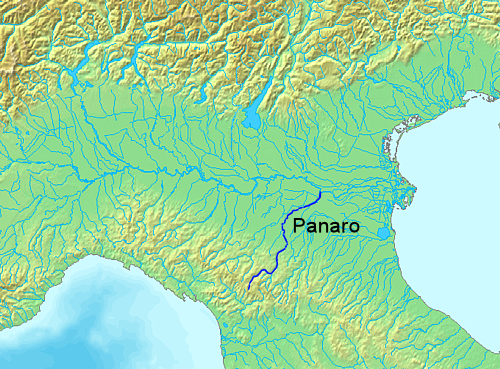

Пана́ро (итал. Panaro) — река в Италии, правый приток По, протекает по территории Эмилии-Романьи. Длина — 148 км, площадь бассейна — 2292 км². Расход воды — 37 м³/с. Третий по протяженности приток По. Питание реки горное, апеннинское. Берет начала на высоте порядка 1500 метров над уровнем моря из нескольких источников.
На протяжении истории река довольно часто являлась причиной наводнений.